# Mika Nieminen
Mika Sakeri Nieminen (* 1. Januar 1966 in Tampere) ist ein ehemaliger  finnischer Eishockeyspieler, der in seiner aktiven Zeit von 1983 bis 2002 unter anderem für Ilves Tampere, Lukko Rauma, Jokerit Helsinki und HIFK Helsinki in der finnischen SM-liiga gespielt hat.      

## Karriere
Mika Nieminen begann seine Karriere als Eishockeyspieler in seiner Heimatstadt im Nachwuchsbereich des finnischen Erstligisten Ilves Tampere, für den er bis 1985 aktiv war. Anschließend spielte der Angreifer zwei Jahre lang für Reipas Lahti aus der zweitklassigen I divisioona, ehe er für die Saison 1988/89 nach Tampere zurückkehrte, für die er in dieser Spielzeit sein Debüt in der SM-liiga gab. Mit Ilves wurde Nieminen 1989 zunächst Dritter und anschließend 1990 Vizemeister. Nach vier Spielzeiten verließ er den Club und schloss sich deren Ligarivalen Lukko Rauma an, für den er nur in der Saison 1991/92  auflief. Im Sommer 1992 wechselte der Rechtsschütze zu Luleå HF in die schwedische Elitserien. Mit seiner neuen Mannschaft wurde der Finne auf Anhieb Vizemeister, konnte allerdings in den folgenden beiden Jahren nicht an diesen Erfolg anknüpfen. Auch anschließend blieb der Center im Ausland und spielte bis 1997 für den Grasshopper Club Zürich in der Schweizer Nationalliga B.
Für die Saison 1997/98 kehrte Nieminen nach Finnland zurück, wo er einen Vertrag bei Jokerit Helsinki erhielt, mit dem er Dritter in der SM-liiga wurde und parallel in der European Hockey League spielte, in der er in sechs Spielen sechs Treffer erzielte und somit bester Torschütze der EHL wurde. Von 1998 bis 2001 stand der dreifache Olympiateilnehmer für Jokerits Stadtrivalen HIFK Helsinki auf dem Eis, ehe er nach der Saison 2001/02 bei seinem Heimatclub Ilves Tampere seine Laufbahn beendete.  

### International
Für Finnland nahm Nieminen an den Weltmeisterschaften 1991, 1992, 1993, 1994, 1995, 1996 und 1997 teil. Des Weiteren stand er im Aufgebot Finnlands bei den Olympischen Winterspielen 1992 in Albertville, 1994 in Lillehammer und 1998 in Nagano, sowie beim World Cup of Hockey 1996.

## Erfolge und Auszeichnungen
| - 1988 Jarmo Wasaman muistopalkinto (Bester Rookie der SM-liiga) - 1990 Finnischer Vizemeister mit Ilves Tampere - 1990 SM-liiga All-Star-Team - 1990 Beste Plus/Minus-Wertung der SM-liiga - 1992 SM-liiga Second All-Star-Team | - 1993 Schwedischer Vizemeister mit Luleå HF - 1994 Bester Vorlagengeber der Elitserien - 1995 Topscorer der Elitserien-Hauptrunde - 1995 Topscorer der Elitserien-Playoffs - 1998 Bester Torschütze der European Hockey League |

### International
| - 1992 Silbermedaille bei der Weltmeisterschaft - 1992 Second All-Star-Team der Weltmeisterschaft - 1994 Bronzemedaille bei den Olympischen Winterspielen - 1994 Silbermedaille bei der Weltmeisterschaft | - 1995 Goldmedaille bei der Weltmeisterschaft - 1996 Bester finnischer Spieler der Weltmeisterschaft (gemeinsam mit Hannu Virta und Sami Kapanen) - 1998 Bronzemedaille bei den Olympischen Winterspielen |